# Hermann de Pourtalès
Pour les autres membres de la famille, voir Famille de Pourtalès.
Le comte Hermann Alexandre de Pourtalès est un militaire et skipper suisse né le 31 mars 1847 à Neuchâtel et mort le 28 novembre 1904 à Genève. Il possède aussi un passeport allemand.

## Biographie

### Vie familiale

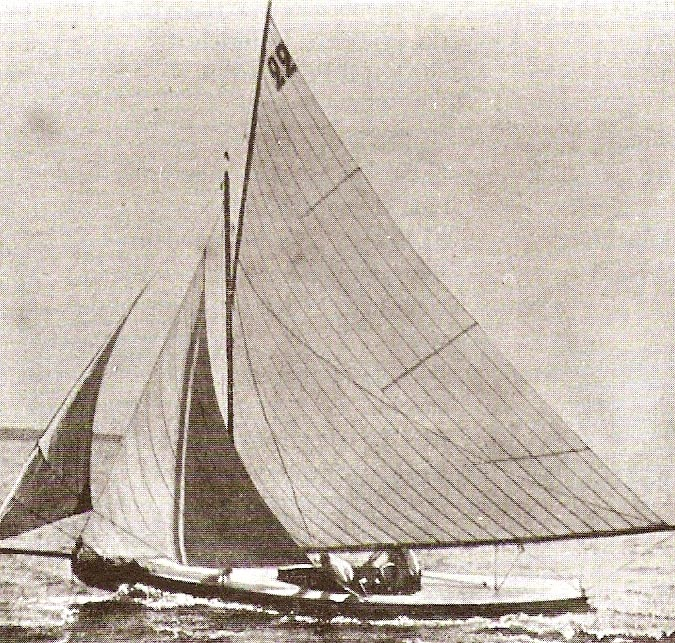
Le Lérina avec lequel Hermann de Pourtalès est double médaillé olympique.

Fils du comte Alexandre de Pourtalès, chef du corps d'artillerie neuchâtelois, major en Prusse, et d'Augusta Saladin de Crans, arrière petit-fils de Jacques-Louis de Pourtalès, une de ses sœurs épousera Henri de Saussure et une autre, Henri Édouard Naville.
Il épouse Daisy Marcet, fille de William Marcet (en), puis Helen Barbey. Leur fils Guy est écrivain.

### Carrière militaire
Il suit une carrière militaire au service de la Prusse, comme chef d'escadrons au régiment des cuirassiers de la Garde.
Il se retire par la suite dans son château de Crénées à Mies, hérité de son père, au bord du lac Léman.

### Carrière sportive
Il participe aux Jeux olympiques d'été de 1900 qui se déroulent à Paris. À bord du Lérina avec sa femme Hélène et son neveu Bernard, il dispute les deux courses de classe 1 – 2 tonneaux. L'équipage suisse remporte la médaille d'or à l'issue de la première course et la médaille d'argent après la seconde course.